# Naonobu Ajima
En aquest nom japonès, el cognom és Ajima.
Naonobu Ajima (japonès: 安島直円)  (Shiba, 1732 - Shiba, 14 de novembre de 1798), també conegut com a Chokuyen o Chokuen Ajima, fou un matemàtic japonès del període Edo.

## Vida
Ajima pertanyia al clan dels Shinjo; a l'edat de vint-i-tres anys va esdevenir samurai i, per tant, un dels membres més respectats de l'administració del shogunat. Tot i que va iniciar els seus estudis matemàtics a l'escola nakanishi-ryu, cap als trenta anys va iniciar-se en l'escola seki-ryu, sota el mestratge de Nushizumi Yamaji.
En morir el seu mestre es va convertir en el líder de la quarta generació dels seguidors de Takakazu Seki.
També va ser astrònom del Bakufu Temmongata (observatori del Shogun).

## Obra
Tot i que va deixar nombrosos manuscrits, que utilitzava a les seves classes, no va editar res durant la seva vida. El 1799, un any després de la seva mort, el seu deixeble, Kasawa Makoto, va fer editar una selecció de les seves millors obres sota el títol de Fukyu Sampo (Mètode immortal de matemàtiques).
Les aportacions més originals d'Ajima versen sobre logaritmes, sobre computació d'esferes i sèries infinites i sobre la resolució d'algun sangaku problemàtic, essent un dels introductors del càlcul en la tradició geomètrica del Wasan (els mètodes geomètrics de l'escola de Seki).
També va escriure el Sansha San'en Jutsu (Mètodes de les tres diagonals i els tres cercles), que és considerat un antecedent del problema dels cercles de Malfatti.